# Автоматизована система аналізу та управління ризиками
Автоматизована система аналізу та управління ризиками (АСАУР) — сукупність програмно-інформаційних комплексів, які забезпечують функціонування системи управління ризиками (СУР) під час митного контролю та оформлення товарів і транспортних засобів.
За результатами оцінки ризику у конкретному випадку здійснення митного контролю товарів, транспортних засобів, у тому числі за результатами контролю із застосуванням СУР митниці (митні пости) Державної фіскальної служби обирають форми та обсяги митного контролю. 